# Kørelærer
En kørelærer er en person, der underviser elever på en køreskole. Med køretræning og teoriundervisning gøres eleverne klar til afsluttende teoriprøve og køreprøve. Såfremt eleven består udstedes et officielt førerbevis (kørekort).